# Merel van Dongen
Merel van Dongen (pronunciación en neerlandés: /ˈmeːrəl ˈdidi vɑn ˈdɔŋən/; Ámsterdam, Países Bajos; 11 de febrero de 1993) es una futbolista neerlandesa que juega como defensa central, lateral zurda o centrocampista para las Rayadas. Es internacional con la Selección de los Países Bajos desde 2015, y ha participado en la Eurocopa de 2013 y los Mundiales de 2015, 2019 y 2023, ganando una medalla de plata en 2019. En su palmarés tiene 3 ligas y 3 copas de los Países Bajos, ganados con el ADO Den Haag y el Ajax de Ámsterdam, y una Supercopa de España y una Copa de la Reina con el Atlético de Madrid.

## Trayectoria

### Inicios
Compaginó la práctica del fútbol con el baloncesto, disciplina en la que también destacó como su hermana mayor Tessel y su hermana gemela Sanne, y fue convocada para jugar con la selección sub-16 de baloncesto de Países Bajos. Van Dongen jugó al fútbol en su infancia en el SC Buitenveldert hasta el año 2007.  Luego jugó 3 temporadas en la liga masculina con el RKSV Pancratius. En 2010 pasó al Ter Leede, donde jugó una temporada en la Hoofdklasse, la liga amateur del campeonato neerlandés, en la que se proclamaron campeonas. El Ter Leede tenía un acuerdo para estar vinculado al equipo profesional ADO Den Haag, y Van Dongen pasó a este equipo en 2011. Van Dongen jugó como delantera. Debutó el 9 de septiembre de 2011 en el empate a dos goles de la segunda jornada de liga ante el Alkmaar sustituyendo a Lucienne Reichardt. Marcó su primer gol el 14 de octubre de 2011 ante el Twente, y volvió a marcar ante el Utrecht en febrero de 2012. Esa temporada jugó 10 encuentros de liga, 2 de ellos como titular. Ganó liga y copa en su primer año de profesional.

### Etapa universitaria
En 2012 decidió continuar su carrera en el fútbol universitario estadounidense, estudiando en la Universidad de Alabama, y jugó como centrocampista en el equipo de esta, Alabama Crimson Tide. En su primer año fue titular en los 19 partidos de la temporada, dio las asistencias de los dos goles en la victoria sobre Kentucky, y de penalti en la derrota por 1-3 ante Arkansas, y en la derrota por 3-4 ante Auburn. Van Dongen fue la primera jugadora de la historia de Alabama Tide en ser elegida Novata del Año, además de formar parte del Equipo de Novatas de la Conferencia del Sureste (SEC).
En la primavera de 2013 Van Dongen fue convocada para jugar con la selección de los Países Bajos, y la jugadora declaró que su estadía en Alabama le había ayudado a lograr la convocatoria. En la temporada universitaria marcó un doblete en la victoria por 2-1 en el descuento ante Georgia State, el gol de la victoria ante UAB y un gol en la derrota por 2-1 ante Mercer. Alcanzó a jugar 6 partidos antes de lesionarse con su selección.
En 2014 fue la jugadora que se hizo cargo de los lanzamientos a balón parado del equipo. marcó un gol y dio una asistencia ante Austin Peay. También marcó en el primer partido televisado del equipo, que concluyó con victoria en el descuento ante LSU. El 22 de octubre dio el pase de gol del primer gol en la victoria por 2-0 sobre Georgia, que selló la clasificación del equipo para los play-off de Conferencia de la SEC tras dos años sin conseguirlo. En los play-off cayeron eliminadas por 3-2 por Tennessee. Van Dongen asistió a Ally Ocon en el primer gol de Alabama. Con esta asistencia Van Dongen se convirtió en la jugadora del Alabama Tide que más asistencias ha logrado en una sola temporada con 10 pases de gol, además de ser la tercera máxima asistente de la Conferencia dicha temporada. También fue elegida CoSIDA/Capital One Academic All-American team y en el All-District 4 First Team, además de ser elegida en el segundo equipo de la Conferencia.

### Fútbol Profesional en Países Bajos

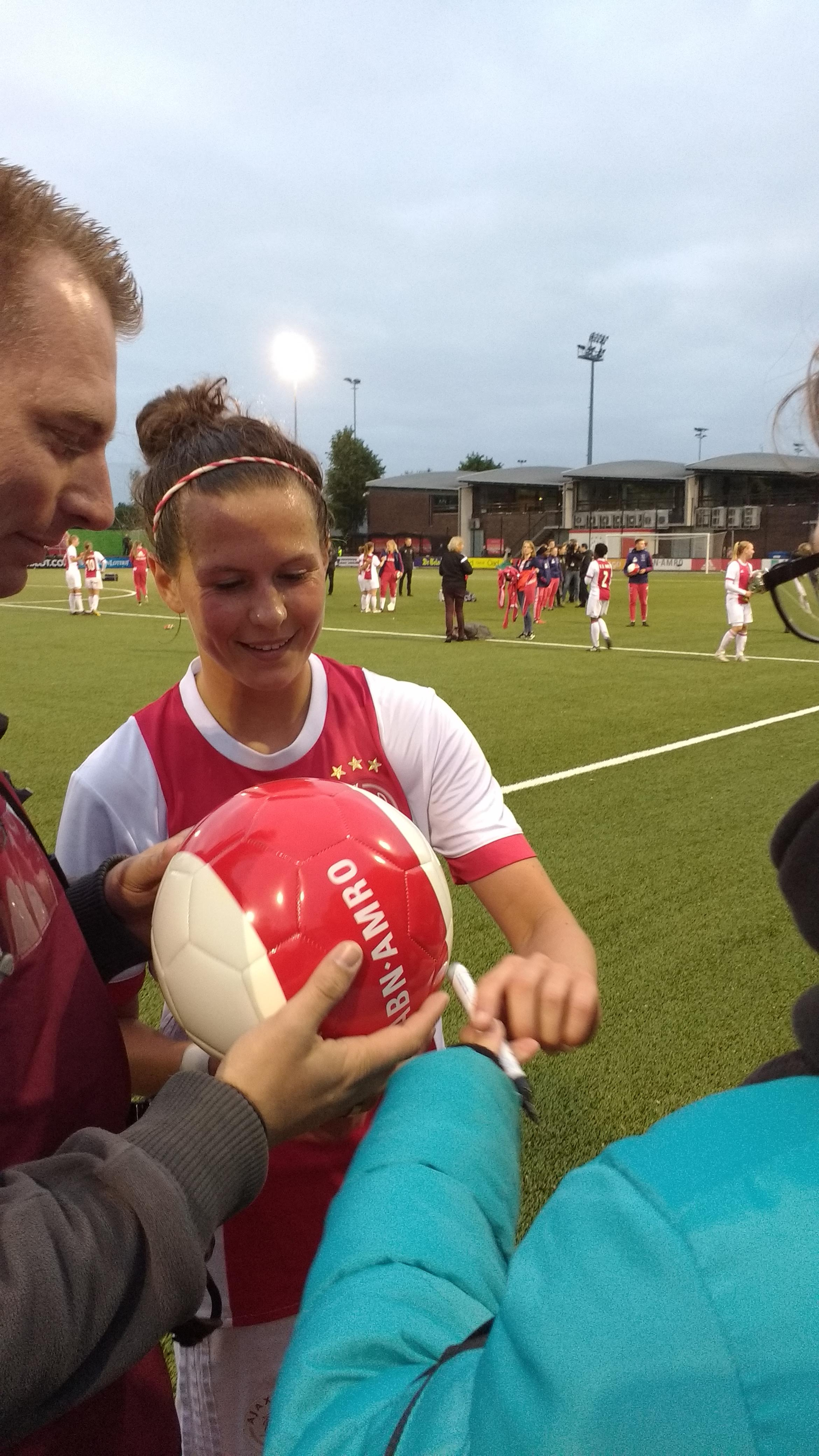
Merel van Dongen cuando jugaba en el Ajax en 2018

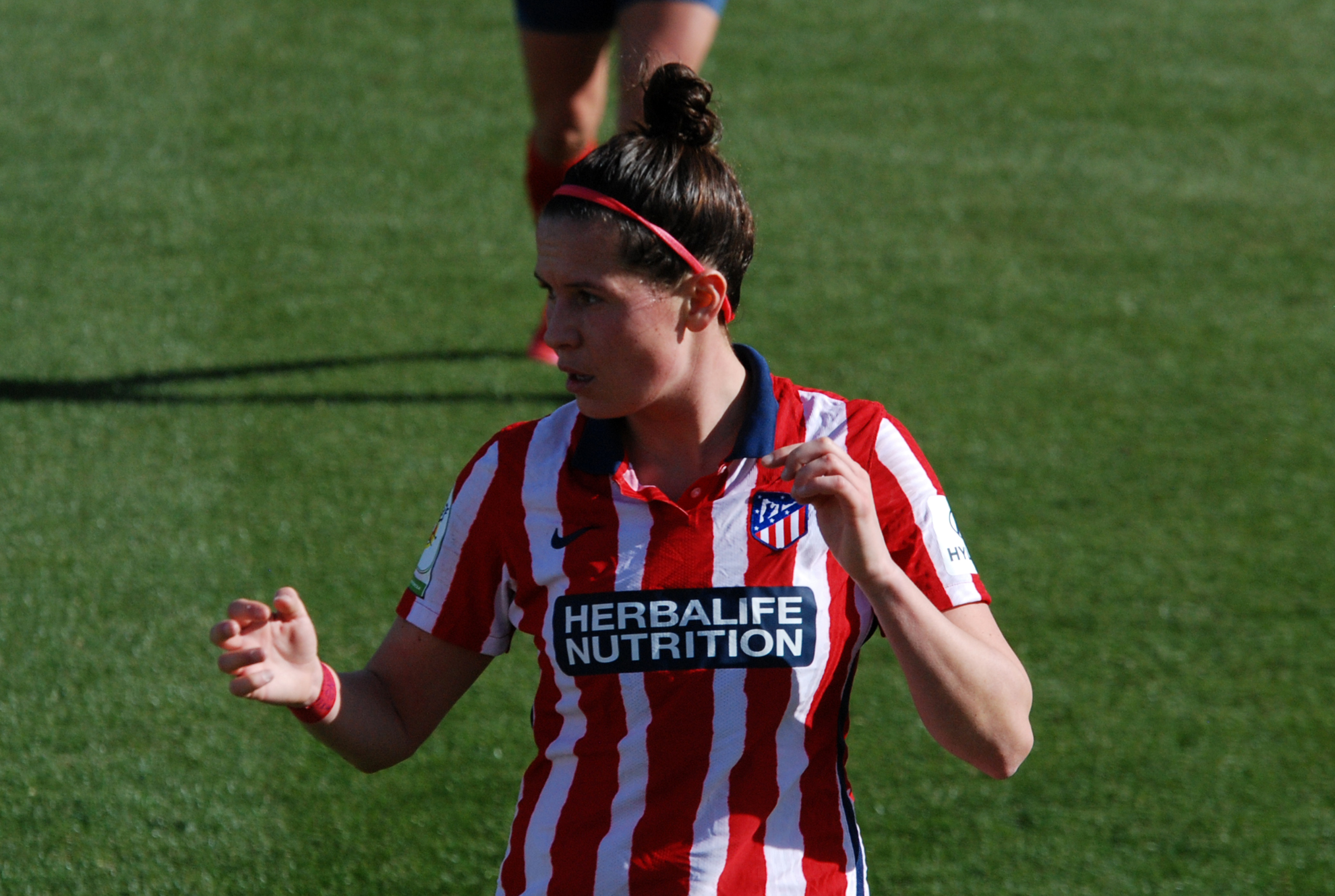
Merel van Dongen jugando con el Atlético de Madrid

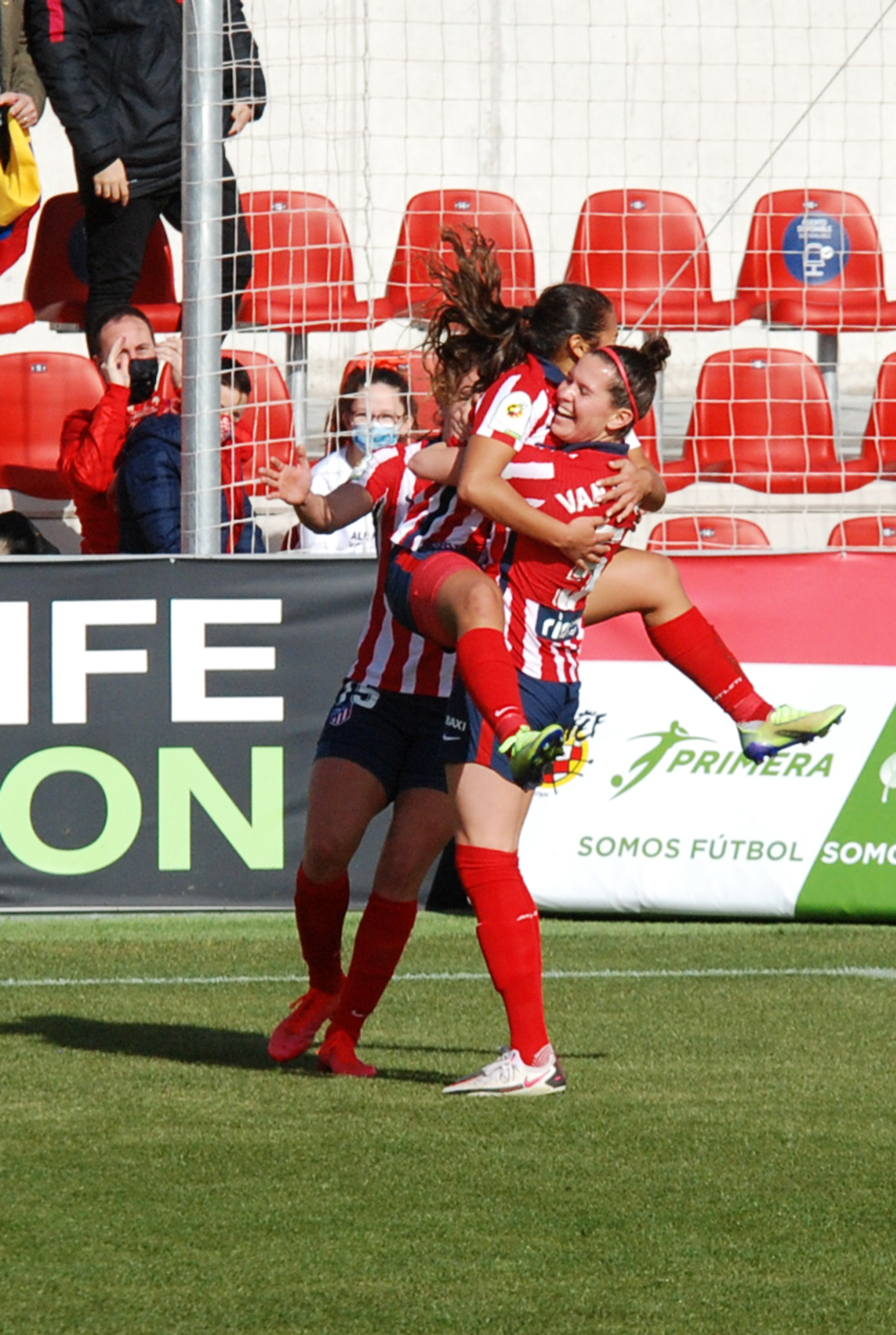
Leicy Santos y Merel van Dongen celebran un gol con el Atlético de Madrid

Tras tres años jugando al fútbol universitario en Estados Unidos, volvió a los Países Bajos y fue fichada por el Ajax en enero de 2015. Esa temporada el Ajax disputaba la Liga BeNe, en la que competían equipos de Bélgica y de los Países Bajos. Van Dongen debutó con su nuevo equipo el 23 de enero de 2015 sustituyendo a Suzanne Marees en el partido de liga ante el Twente que acabó con derrota para el Ajax por 2-0. Durante esa media temporada jugó como defensa y disputó 10 partidos. El Ajax concluyó en tercera posición en la liga. En la Copa KNVB llegaron a la final, en la que cayeron por 3-2 ante el Twente. Van Dongen jugó todas las eliminatorias que se disputaron excepto los cuartos de final, que se perdió al regresar lesionada de la Copa Chipre con la selección.
En la temporada 2015-16 marcó sus primeros goles con el club. El primero llegó el 14 de noviembre de 2015 en la derrota por 3-2 ante el Twente. Una semana después marcó el gol de la victoria ante el PSV. En diciembre volvió a marcar otro gol que daba la victoria al Ajax, esta vez ante el Zwolle. Jugó 21 de los 24 partidos de liga del Ajax, 19 de ellos como titular, y concluyeron segundas en la clasificación, empatadas a puntos con el Twente. En la Copa alcanzaron la final, que perdieron ante el ex-equipo de Van Dongen, el ADO Den Haag. Van Dongen fue una pieza fija en el equipo y renovó su contrato a final de temporada.
En la temporada 2016-17 jugó 18 de los 27 encuentros de la liga, 16 de ellos como titular. En noviembre de 2016 marcó el segundo gol en la victoria por 2-1 ante el PSV. El 23 de diciembre marcó un doblete ante el SC Telstar. Entre enero y marzo estuvo lesionada, pero regresó a tiempo para disputar el último partido de la fase regular. Ganaron la liga con 5 puntos de ventaja sobre el Twente tras la disputa de los play-off. En la Copa KNVB no participó en las primeras rondas de clasificación. En la semifinal jugó unos minutos tras su loesión cuando su equipo ya ganaba 3-1. Fue titular en la final que ganaron por 2-0 al PSV el 2 de junio, y lograron el doblete de liga y copa.
Debutó el 22 de agosto de 2017 en la Liga de Campeones marcando un doblete ante el Rīgas en el primer partido de la fase de clasificación, en el que ganaron por 6-0. Posteriormente ganaron al Pärnu y al Standard Lieja, y se clasificaron para los dieciseisavos de final, en los que fueron eliminadas por el Brescia tras vencer por 1-0 en la ida y perder por 2-0 en la vuelta. Esa temporada repitieron el doblete de liga y copa. Van Dongen jugó 22 de los 24 partidos de liga. El 16 de marzo de 2018 marcó el segundo gol de su equipo en la victoria por 3-0 sobre el Zwolle. El 20 de abril abrió el marcador en la victoria por 3-2 sobre el Twente, y cuatro días después inició la remontada en al marcar un gol de falta en la victoria por 6-2 sobre el PSV. Fueron campeonas con 3 puntos de ventaja sobre el Twente. En la copa volvieron a ganar en la final al PSV y van Dongen tuvo un papel importante en el título, pues dio un pase de gol en los cuartos de final y dos asistencias en la final que ganaron por 3-1 al PSV.

### Experiencia en España
En 2018 firmó un contrato con el club español Betis, y debutó el 8 de septiembre de 2018 con derrota por 1-0 ante el Espanyol. Mracó su primer gol en partido oficial con el Betis el 24 de septiembre, en la victoria por 3-0 sobre el Málaga. En la Copa de la Reina quedaron eliminadas en los octavos de final por el Athletic de en la tanda de penaltis, en la que Ainhoa Tirapu paró el quinto lanzamiento que ejecutó van Dongen. Van Dongen fue titular toda la temporada bajo las órdenes de María Pry, y jugó 26 partidos de liga marcando otros dos goles ante Granadilla Tenerife y el E. D. F. Logroño. El Betis terminó en sexta posición en liga. 
En la temporada 2019-20 siguió siendo titular con Antonio Contreras, pero la trayectoria del equipo fue negativa. Contreras fue sustituido por Pier, mejorando sus actuaciones y los resultados del equipo. Ese año fue ominada a Major deportista de Países Bajos. Jugó 20 de los 21 partidos de liga que se alcanzaron a disputar antes de la cancelación de la competición por la pandemia de COVID-19. Marcó dos goles, ante el Deportivo y el Rayo Vallecano. El club verdiblanco acabó en la duodécima posición en liga y alcanzó los cuartos de final de la Copa de la Reina, tras eliminar al Atlético de Madrid en la tanda de penaltis y perder  por 1-0 ante el E.D.F. Logroño.
En julio de 2020 fichó por el Atlético de Madrid. Debutó con el cuadro rojiblanco el 21 de agosto en los cuartos de final de la Liga de Campeones, donde fue una de las jugadoras más destacadas, aunque perdieron por 1-0 ante el Barcelona. El 10 de octubre de 2020 marcó su primer gol como colchonera en el empate a un gol ante el Granadilla Tenerife. El 19 de diciembre marcó el único gol en el primer derbi contra el Real Madrid. En enero de 2021 marcó de penalti el gol que permitió al equipo empatar con el F. C. Barcelona en las semifinales de la Supercopa, y pasar a la final en la tanda de penaltis. Tres días después se proclamaron campeonas tras ganar por 3-0 al Levante. En la Liga de Campeones fueron eliminadas en octavos de final por el Chelsea por un global de 3-1. Van Dongen no transformó uno de los tres penaltis que el Atlético tuvo a su favor.
Al inicio de la temporada 2021-22 fue nombrada como una de las capitanas del equipo. Fue titular habitual durante toda la temporada. Acabaron en cuarta posición a un punto de la tercera plaza que daba el último cupo para disputar la Liga de Campeones. Fueron finalistas en la Supercopa, en la que perdieron ante el F. C. Barcelona. En la Copa de la Reina el equipo cayó en octavos de final ante el Sporting de Huelva.
En la siguiente temporada volvió a empezar de titular pero su rendimiento no fue óptimo y perdió el puesto a mitad de temporada. En el tramo final de la temporada recuperó la titularidad. El equipo no fue regular durante la temporada y cambió de técnico, acabando en cuarta posición en liga. En la Copa de la Reina se clasificaron de forma sólida para la final, en la que se enfrentaron al Real Madrid en el Estadio de Butarque de Leganés y fue titular. El equipo ganó el trofeo en la tanda de penaltis tras remontar un 2-0 adverso en el tiempo de descuento.

## Selección nacional

### Categorías inferiores
Van Dongen debutó con la selección sub-15 en 2007 y con la selección sub-16 en 2008.
El 7 de septiembre de 2008 debutó con la selección sub-17, disputando dos amistosos contra Dinamarca. Ese mismo año participó en la fase de clasificación del Campeonato Europeo y marcó su primer gol en el segundo partido ante Turquía. Países Bajos se clasificó como campeona de grupo y pasó a la Ronda Élite, en la que van Dongen tuvo que ser sustituida a los 10 minutos del primer encuentro y no pudo jugar el segundo partido. Volvió a jugar de titular el tercer encuentro empataron contra Francia en el que empataron a cero, y fueron eliminadas del campeonato por diferencia de goles.
Volvió a participar en la fase de clasificación del Campeonato Europeo de la siguiente temporada, en la que destacó al marcar un gol ante Moldavia, y otro ante Ucrania, partido en el que además dio una asistencia de gol. Países Bajos se clasificó para la siguiente fase y Van Dongen fue convocada para jugar la Fase Élite en 2010, pero fue promocionada para jugar con la selección sub-19.
Debutó con la selección sub-19 el 1 de marzo de 2010 en un amistoso contra Alemania en La Manga. Después disputó los tres encuentros de la Fase Élite del Campeonato Europeo sub-19, dando una asistencia en el último encuentro ante Dinamarca. Fue convocada para jugar la fase final donde marcó el primer gol ante Francia en el primer partido de la fase de grupos, que ganaron por 2-0. Descansó en el segundo partido ante Macedonia, y volvió a abrir el marcador en el tercer partido ante España, ganando por 2-0. En la semifinal contra Inglaterra empataron a cero y fueron eliminadas en la tanda de penaltis, en la que Van Dongen transformó uno de los lanzamientos.
Participó en la fase de clasificación del Campeonato Europeo sub-19 de 2011, donde marcó un gol ante Noruega. Antes de la Ronda Élite jugó varios partidos amistosos y marcó un gol a Italia. En la Ronda Élite jugó los tres partidos y dio una asistencia en el partido contra Lituania, y se clasificaron para la fase final. En los amistosos preparatorios para el campeonato marcó dos goles ante la selección absoluta de Jordania. En la fase final jugó los tres encuentros y quedaron eliminadas tras empatar con España y perder ante Noruega y Alemania.
En la fase de clasificación para el Campeonato Europeo sub-19 de 2012 dio una asistencia ante Croacia y marcó un gol ante Noruega. Se clasificaron para jugar la Ronda Élite, pero se lesionó y no pudo participar. Países Bajos quedó eliminada en dicha ronda.
Van Dongen acumuló 33 partidos disputados con la selección sub-19 de Países Bajos, y se convirtió en la jugadora que más partidos había disputado en dicha categoría junto a Siri Worm.

### Categoría absoluta

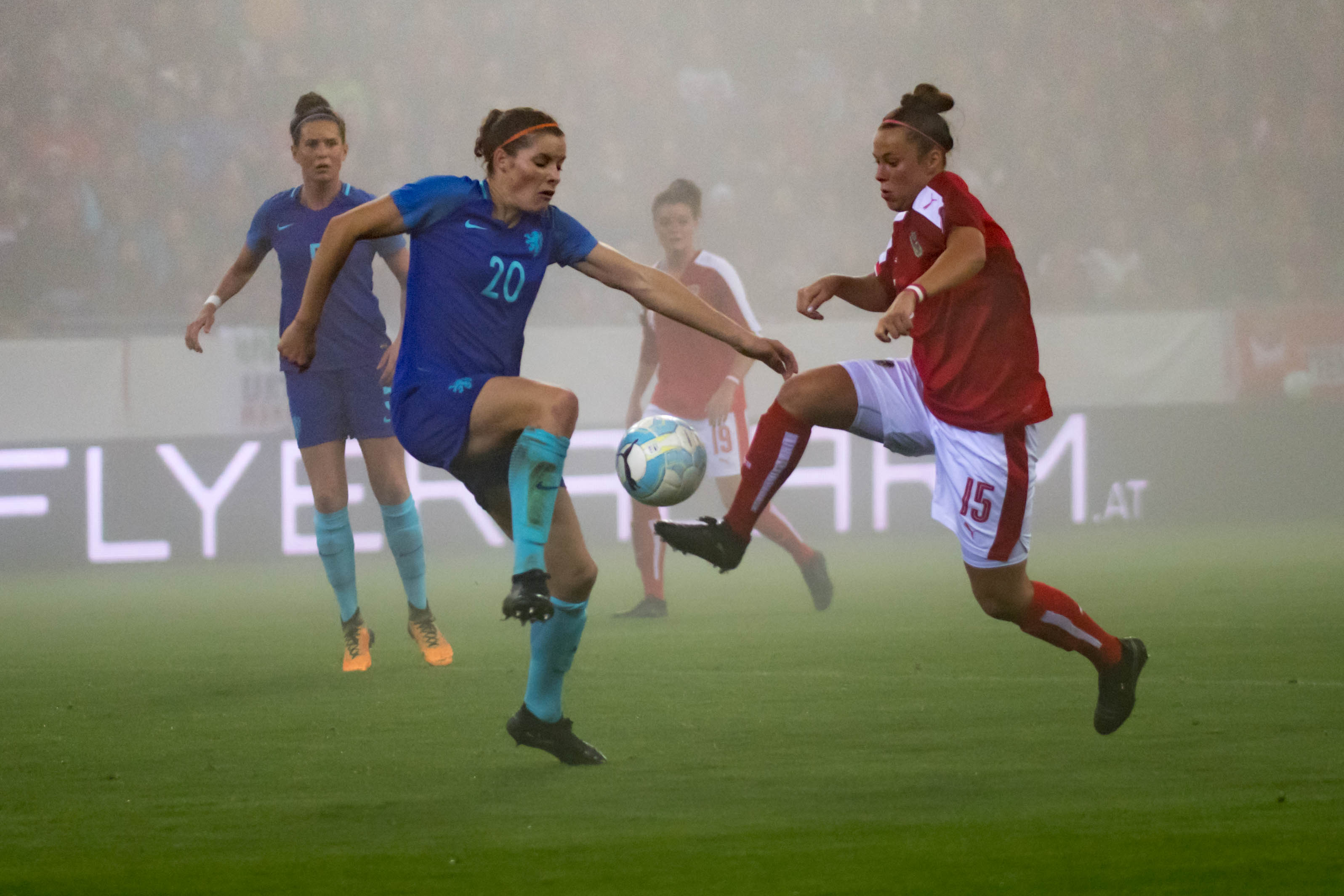
Merel van Dongen jugando un partido amistoso contra Austria en 2017

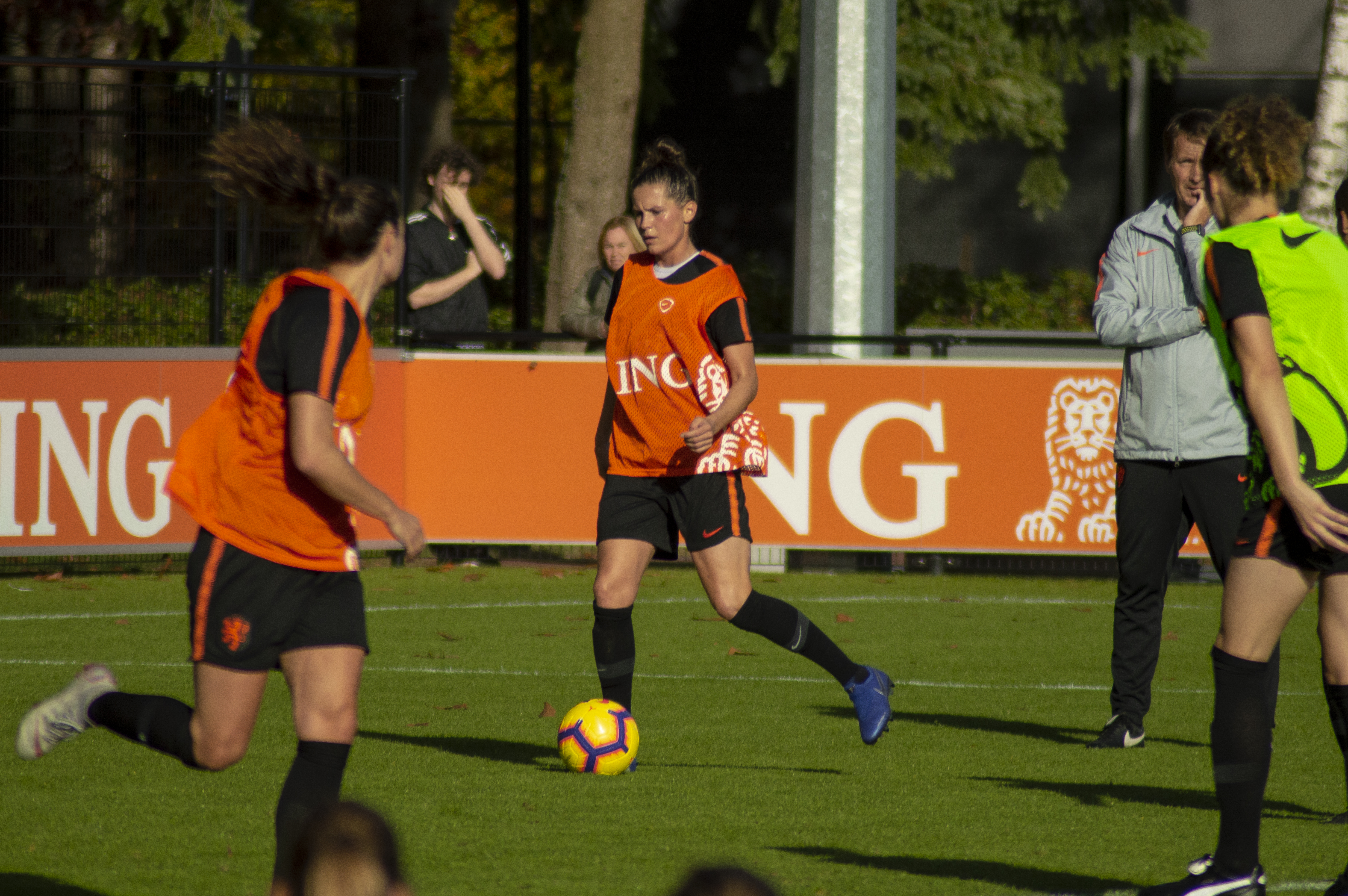
Merel van Dongen entrenando con su selección en 2019

#### Inicios y Mundial de 2015
Merel van Dongen fue convocada a unos campos de entrenamiento de la selección absoluta por primera vez en marzo de 2011.
En julio de 2013 sustituyó a Mandy van den Berg en la convocatoria de la Eurocopa. El 3 de julio de 2013 jugó su primer partido internacional en un amistoso preparatorio para la Eurocopa ante Irlanda del Norte, aunque no cuenta como debut oficial al superarse las seis sustituciones en dicho encuentro. Los Países Bajos fueron eliminados en la fase de grupos tras empatar sin goles ante Alemania y perder por 1-0 ante Noruega e Islandia. Van Dongen no disputó ningún encuentro. 
Debutó con la selección absoluta el 7 de febrero de 2015 en amistoso contra Tailandia (7-0), al sustituir a Mandy van den Berg en el descanso. Durante ese año siguió jugando varios amistosos con la selección y marcó su primer y único gol con la absoluta el 20 de mayo ante Estonia. Semanas después fue seleccionada para disputar el Mundial de Canadá. Tras no jugar el partido inaugural contra Nueva Zelanda, que las neerlandesas ganaron por 1-0, sustituyó en el lateral izquierdo a Petra Hogewoning en el segundo partido de la fase de grupos ante China. Iban empatadas a cero pero van Dongen fue superada por Wang Lisi en un pase al espacio que la delantera china transformó en el gol de la victoria. En el definitivo partido de la fase de grupos ante las anfitrionas fue titular, y se clasificaron para los octavos de final tras remontar y empatar a un gol. Repitió la titularidad en los octavos de final ante Japón. Las niponas se adelantaron tras un mal despeje suyo y acabaron ganando por 2-1, eliminando a las neerlandesas del campeonato.

#### Mundial de 2019
Tras el Mundial siguió jugando con la selección en los amistosos preparatorios para la Eurocopa de 2017, en la que Países Bajos era la organizadora. Tras la lesión que sufrió a principios de 2017 no volvió a entrar en las convocatorias y quedó en la lista de reserva para participar en la Eurocopa. Tras el torneo apenas contó para la selección, y apenas participó en algunos amistosos, sin participar en la clasificación para el Mundial de 2019.
En 2019, tras sus buenas actuaciones con el Betis, volvió a ser habitual en las convocatorias de la selección, y el 10 de abril de 2019 se anunció que Van Dongen había sido convocada a la selección para jugar el Mundial de 2019 en Francia. Fue suplente en el partido inaugural ante Nueva Zelanda, en la que los Países Bajos ganó en el descuento en una jugada que nació de un centro suyo desde la banda izquierda. Volvió a ser suplente en el segundo encuentro ante Camerún, cuando el resultado ya era el definitivo 3-1 para las neerlandesas. En el partido para decidir las campeonas de grupo ante Canadá fue titular y ganaron por 2-1. En octavos de final tuvieron la oportunidad de tomarse la venganza ante Japón. Van Dongen fue titular y ganaron 2-1. Repitió titularidad ante Italia, a la que ganaron por 2-0. De nuevo fue titular en la semifinal contra Suecia, en un encuentro muy igualado en el que empataron a cero en el tiempo reglamentario y ganaron en la prórroga. No jugó en la final, en la que perdieron por 2-0 ante Estados Unidos. Merel van Dongen participó en 6 partidos en total en el campeonato, 4 de ellos como titular.

#### Juegos Olímpicos de Tokio
Tras el Mundial van Dongen pasó a ser fija en las convocatorias, y jugó 9 de los 10 partidos de clasificación para la Eurocopa de 2022. Países Bajos se clasificó de manera autoritaria ganando todos los partidos. Van Dongen dio dos asistencias de gol, en los dos partidos contra Eslovenia. El 10 de junio de 2021 alcanzó las 50 internacionalidades en un partido amistoso ante Italia.
El 16 de junio de 2021 fue incluida en la convocatoria de Países Bajos para disputar los Juegos Olímpicos de Tokio 2020, que se habían retrasado a 2021 debido a la pandemia de Covid-19. Fue titular como lateral zurda en el primer encuentro que disputaron ante Zambia, en el que ganaron por 10-3. No jugó el segundo partido ante Brasil, que terminó con empate a tres goles. Volvió a ser titular, esta vez en la posición de defensa central, en el último partido de la fase de grupos ante China, en el que ganaron por 8-2 y les permitió clasificarse como primeras de grupo. En los cuartos de final cayeron en la tande de penaltis ante Estados Unidos, y van Dongen vio todo el encuentro desde el banquillo.

#### Eurocopa de 2022 y Mundial de 2023
El 22 de octubre de 2021 marcó su segundo gol con la selección absoluta ante Chipre en partido de la fase de clasificación para el Mundial. El 31 de mayo formó parte de la convocatoria final para disputar la Eurocopa. No tuvo minutos en el campeonato, en el que Países Bajos alcanzó los cuartos de final, fase en la que fueron eliminadas por Francia con un gol en la prórroga.
Siguió siendo convocada con regularidad pero sin apenas participar en ningún encuentro. El 30 de junio de 2023 fue convocada para disputar el Mundial de 2023. Alcanzaron los cuartos de final, en los que fueron eliminadas por España en la prórroga. Van Dongen no jugó de manera habitual, pero pudo disfrutar de unos minutos sobre el césped en la goleada por 7-0 ante Vietnam, que supuso el pase a octavos de final como primeras de grupo.

## Estadísticas

### Clubes
Actualizado al último partido jugado el 5 de noviembre de 2023.
| Club | Div.          | Temporada     | Liga  | Liga  | Liga   | Copas nacionales(1) | Copas nacionales(1) | Copas nacionales(1) | Copas internacionales(2) | Copas internacionales(2) | Copas internacionales(2) | Total | Total | Total  | Media goleadora(3) |
| Club | Div.          | Temporada     | Part. | Goles | Asist. | Part.               | Goles               | Asist.              | Part.                    | Goles                    | Asist.                   | Part. | Goles | Asist. | Media goleadora(3) |
| --- | ------------- | ------------- | ----- | ----- | ------ | ------------------- | ------------------- | ------------------- | ------------------------ | ------------------------ | ------------------------ | ----- | ----- | ------ | ------------------ |
| Ter Leede · Países Bajos |               |               |       |       |        |                     |                     |                     |                          |                          |                          |       |       |        |                    |
| 2ª | 2010-11       |               |       |       |        |                     |                     | -                   | -                        |                          |                          |       |       |        |                    |
| Total club |               |               |       |       |        |                     |                     |                     |                          |                          |                          |       |       |        |                    |
| ADO Den Haag · Países Bajos |               |               |       |       |        |                     |                     |                     |                          |                          |                          |       |       |        |                    |
| 1ª | 2011-12       | 10            | 2     |       |        |                     |                     | -                   | -                        |                          |                          |       |       |        |                    |
| Total club | Total club    | 10            | 2     |       |        |                     |                     |                     |                          |                          | 10+                      | 2+    |       | 0.20   |                    |
| Ajax · Países Bajos |               |               |       |       |        |                     |                     |                     |                          |                          |                          |       |       |        |                    |
| Liga BeNe | 2014-15       | 10            | 0     |       | 3      | 0                   | 0                   | -                   | -                        | -                        | 13                       | 0     |       | 0      |                    |
| 1ª | 2015-16       | 21            | 3     |       | 2      | 0                   | 0                   | -                   | -                        | -                        | 23                       | 3     |       | 0.13   |                    |
| 1ª | 2016-17       | 18            | 3     | 1+    | 2      | 0                   | 0                   | -                   | -                        | -                        | 20                       | 3     | 1+    | 0.15   |                    |
| 1ª | 2017-18       | 22            | 3     |       | 3      | 0                   | 2                   | 4                   | 2                        | 0                        | 29                       | 5     | 2+    | 0.17   |                    |
| Total club | Total club    | 71            | 9     | 1+    | 10     | 0                   | 2+                  | 4                   | 2                        | 0                        | 85                       | 11+   | 3+    | 0.13   |                    |
| Real Betis · España |               |               |       |       |        |                     |                     |                     |                          |                          |                          |       |       |        |                    |
| 1.ª | 2018-19       | 26            | 3     | 0     | 1      | 0                   |                     | -                   | -                        | -                        | 27                       | 3     |       | 0.11   |                    |
| 1.ª | 2019-20       | 20            | 2     | 1     | 2      | 0                   |                     | -                   | -                        | -                        | 22                       | 2     | 1+    | 0.09   |                    |
| Total club | Total club    | 46            | 5     | 1     | 3      | 0                   |                     |                     |                          |                          | 49                       | 5     |       | 0.10   |                    |
| Atlético de Madrid · España |               |               |       |       |        |                     |                     |                     |                          |                          |                          |       |       |        |                    |
| 1.ª | 2019-20       | -             | -     | -     | -      | -                   | -                   | 1                   | 0                        | 0                        | 1                        | 0     | 0     | 0      |                    |
| 1.ª | 2020-21       | 32            | 4     | 0     | 3      | 0                   | 0                   | 4                   | 0                        | 0                        | 39                       | 4     | 0     | 0.10   |                    |
| 1.ª | 2021-22       | 27            | 2     | 0     | 3      | 0                   | 0                   | -                   | -                        | -                        | 30                       | 2     | 0     | 0.07   |                    |
| 1.ª | 2022-23       | 22            | 1     | 0     | 4      | 1                   | 0                   |                     |                          |                          | 26                       | 2     | 0     | 0.08   |                    |
| 1.ª | 2023-24       | 5             | 1     | 0     |        |                     |                     |                     |                          |                          | 5                        | 1     | 0     | 0.20   |                    |
| Total club | Total club    | 83            | 8     | 0     | 10     | 1                   | 0                   | 5                   | 0                        | 0                        | 101                      | 9     | 0     | 0.09   |                    |
| Total carrera | Total carrera | Total carrera | 213   | 24    | 2+     | 23                  | 1                   | 2+                  | 9                        | 2                        | 0                        | 245   | 27    | 4+     | 0.11               |
| (1) Incluye datos de la Copa de la Reina (2018-21) y Supercopa de España (2021). (2) Incluye datos de Liga de Campeones Femenina de la UEFA (2017-act.). (3) No incluye goles en partidos amistosos. |               |               |       |       |        |                     |                     |                     |                          |                          |                          |       |       |        |                    |

### Selección
Actualizado al último partido jugado el 1 de diciembre de 2023.
| Selecciones | Año   | Otros oficiales(4) | Otros oficiales(4) | Otros oficiales(4) | Mundial | Mundial | Mundial | Amistosos | Amistosos | Amistosos | Total | Total | Total  | Media goleadora |
| Selecciones | Año   | Part.              | Goles              | Asist.             | Part.   | Goles   | Asist.  | Part.     | Goles     | Asist.    | Part. | Goles | Asist. | Media goleadora |
| --- | ----- | ------------------ | ------------------ | ------------------ | ------- | ------- | ------- | --------- | --------- | --------- | ----- | ----- | ------ | --------------- |
| Sub-17 | 2008  | 3                  | 1                  |                    |         |         |         | 2         | 0         |           | 5     | 1     |        | 0.20            |
| Sub-17 | 2009  | 5                  | 2                  | 1                  |         |         |         | 1         | 0         |           | 6     | 2     | 1+     | 0.33            |
| Sub-17 | Total | 8                  | 3                  | 1+                 |         |         |         | 3         | 0         |           | 11    | 3     | 1+     | 0.27            |
| Sub-19 | 2010  | 9                  | 3                  | 1                  |         |         |         | 3+        | 0         |           | 12+   | 3     | 1+     | 0.25            |
| Sub-19 | 2011  | 9                  | 1                  | 2                  |         |         |         | 6+        | 1         |           | 15+   | 2     | 2+     | 0.13            |
| Sub-19 | 2012  |                    |                    |                    |         |         |         | 4+        | 0         |           | 4+    | 0     |        | 0               |
| Sub-19 | Total | 18                 | 4                  | 3                  |         |         |         | 15        | 1         |           | 33    | 5+    | 3+     | 0.15            |
| Abs | 2015  |                    |                    |                    | 3       | 0       | 0       | 6         | 1         |           | 9     | 1     |        | 0.11            |
| Abs | 2016  |                    |                    |                    |         |         |         | 6         | 0         |           | 6     | 0     |        | 0               |
| Abs | 2017  |                    |                    |                    |         |         |         | 2         | 0         | 1         | 2     | 0     | 1      | 0               |
| Abs | 2018  |                    |                    |                    | 1       | 0       | 0       | 2         | 0         | 0         | 3     | 0     | 0      | 0               |
| Abs | 2019  | 6                  | 0                  | 2                  | 6       | 0       | 0       | 7         | 0         | 1         | 19    | 0     | 3      | 0               |
| Abs | 2020  | 3                  | 0                  | 0                  |         |         |         | 3         | 0         | 0         | 6     | 0     | 0      | 0               |
| Abs | 2021  | 2                  | 0                  | 0                  | 3       | 1       | 1       | 7         | 0         | 2         | 12    | 1     | 3      | 0.08            |
| Abs | 2022  |                    |                    |                    |         |         |         | 3         | 0         | 0         | 3     | 0     | 0      | 0               |
| Abs | 2023  | 2                  | 0                  | 0                  | 1       | 0       | 0       |           |           |           | 3     | 0     | 0      | 0               |
| Abs | Total | 13                 | 0                  | 2                  | 14      | 1       | 1       | 36        | 1         | 2         | 63    | 2     | 7+     | 0.03            |
| (4) Se incluyen Eurocopas y sus fases de clasificación. Se incluyen Juegos Olímpicos. No se incluyen torneos amistosos. |       |                    |                    |                    |         |         |         |           |           |           |       |       |        |                 |

#### Participaciones en Mundiales
| Competición     | Categoría          | Sede                      | Resultado        | Partidos | Goles |
| --------------- | ------------------ | ------------------------- | ---------------- | -------- | ----- |
| Mundial de 2015 | Selección absoluta | Canadá                    | Octavos de final | 3        | 0     |
| Mundial de 2019 | Selección absoluta | Francia                   | Subcampeona      | 6        | 0     |
| Mundial de 2023 | Selección absoluta | Australia / Nueva Zelanda | Cuartos de final | 1        | 0     |
| Total           | –                  | –                         | –                | 10       | 0     |

#### Participaciones en Juegos Olímpicos
| Competición | Categoría          | Sede  | Resultado        | Partidos | Goles |
| ----------- | ------------------ | ----- | ---------------- | -------- | ----- |
| Tokio 2020  | Selección absoluta | Japón | Cuartos de final | 2        | 0     |
| Total       | –                  | –     | –                | 2        | 0     |

#### Participaciones en Eurocopas
| Competición            | Categoría          | Sede                | Resultado        | Partidos | Goles |
| ---------------------- | ------------------ | ------------------- | ---------------- | -------- | ----- |
| Europeo Sub-19 2010    | Sub-19             | Macedonia del Norte | Semifinalista    | 3        | 2     |
| Europeo Sub-19 2011    | Sub-19             | Italia              | Fase de grupos   | 3        | 0     |
| Eurocopa Femenina 2013 | Selección absoluta | Suecia              | Fase de grupos   | 0        | 0     |
| Eurocopa Femenina 2022 | Selección absoluta | Inglaterra          | Cuartos de final | 0        | 0     |
| Total                  | –                  | –                   | –                | 6        | 2     |

## Palmarés

### Campeonatos nacionales
| Título              | Club               | País         | Año     |
| ------------------- | ------------------ | ------------ | ------- |
| Hoofdklasse         | Ter Leede          | Países Bajos | 2010-11 |
| Eredivisie          | ADO Den Haag       | Países Bajos | 2011-12 |
| Copa KNVB           | ADO Den Haag       | Países Bajos | 2011-12 |
| Eredivisie          | Ajax               | Países Bajos | 2016-17 |
| Copa KNVB           | Ajax               | Países Bajos | 2016-17 |
| Eredivisie          | Ajax               | Países Bajos | 2017-18 |
| Copa KNVB           | Ajax               | Países Bajos | 2017-18 |
| Supercopa de España | Atlético de Madrid | España       | 2021    |
| Copa de la Reina    | Atlético de Madrid | España       | 2022-23 |

### Campeonatos internacionales
| Título                          | Equipo                    | Sede     | Año  |
| ------------------------------- | ------------------------- | -------- | ---- |
| Copa de Algarve                 | Selección de Países Bajos | Portugal | 2018 |
| Copa Mundial Femenina de Fútbol | Selección de Países Bajos | Francia  | 2019 |

### Distinciones individuales
| Distinción                                  | Año  |
| ------------------------------------------- | ---- |
| Nominada a Mejor Deportista de Países Bajos | 2019 |

## Vida personal
Van Dongen mantiene una relación con la jugadora española Ana Romero.
El 29 de diciembre del 2021 se comprometió con su novia Ana Romero.